# ريتا بوساو
ريتا بوساو (من مواليد 21 مايو 1965) هي سياسية من غينيا الاستوائية-إسبانيا، وعضو ناشط في بوديموس، وتعمل كمديرة عامة للمساواة في المعاملة والتنوع العرقي العرقي في وزارة المساواة الإسبانية منذ عام 2020. كانت عضوًا في الحزب الحادي عشر والأخير. الدورة الثانية عشرة لمجلس النواب.

## السيرة الشخصية
بوساو في 21 مايو 1965 في سانتا إيزابيل (مالابو) في مقاطعة فرناندو بو غينيا الإسبانية. بوساو هي ابنة أخت إنريكي جوري مولوبيلا عضو بوبي في فرانكوست كورتيس، الذي يمثل مستعمرة فرناندو بو الإسبانية آنذاك، وكذلك رئيسًا للوفد الإقليمي لفرناندو بو.
انتقلت بوساو إلى إسبانيا في سن الرابعة، وعاشت مع أسر عسكرية حاضنة في قادس وقرطاجنة قبل الانتقال إلى أليكانتي.
هي حاصلة على إجازة في التاريخ من جامعة أليكانتي. عملت كممرضة لمدة 23 عامًا في مستشفى أليكانتي العام. حصلت على درجة الماجستير في الهويات والتكامل في أوروبا المعاصرة وتحضر أطروحة دكتوراه حول تأثير الاستعمار الأوروبي في إفريقيا. كما قامت بعمل ناشط في مجال حقوق الإنسان، مع التركيز بشكل خاص على الحد من العنف ضد المرأة.
كعضو في بوديموس، ترشحت بوساو كمرشح في القائمة الحزبية في مواجهة الانتخابات الإقليمية في منطقة فالنسيا في مايو 2015، حيث فشلت في الفوز بمقعد. في نوفمبر 2015 تم اختيار بوساو كمرشح رئيسي على قائمة الحزب إلى مجلس النواب في أليكانتي للانتخابات العامة في ديسمبر 2015، وهو القرار الذي اعترض عليه المعارضون داخل الفرع المحلي. مع حصولها على مقعد أصبحت أول عضو أسود في إسبانيا في مجلس النواب. جددت مقعدها في الانتخابات العامة لعام 2016.
في يناير 2020 عقب تشكيل حكومة سانشيز الثانية تم تعيين بوساو مديرًا عامًا لشؤون المساواة في المعاملة والتنوع الإثني - العرقي في وزارة المساواة بقيادة إيرين مونتيرو. تولت المنصب في 31 يناير.